# Rito ambrosiano
O rito ambrosiano ou rito milanês é um dos ritos litúrgicos latinos, ou seja, um dos ritos litúrgicos ocidentais da Igreja Católica. Atribuído ao bispo Santo Ambrósio, é utilizado, atualmente, pelos católicos romanos da Arquidiocese de Milão (Archidioecesis Mediolanensis), região eclesiástica da Lombardia —excetuando as comunas de Monza, Treviglio e Trezzo sull'Adda, as paróquias de Civate e Varenna —, das paróquias de Cannobio e Cannero Riviera, do cantão de Tessino e, na Diocese de Lodi (Dioecesis Laudensis), das paróquias de Colturano, Riozzo e Balbiano: cerca de 5 milhões de fiéis.

## Diferenças em relação ao Rito Romano

### Missa
As principais diferenças entre os ritos milanês e romano são:
- O principal celebrante não abençoa só o diácono mas todos os leitores (primeira e segunda leitura e salmo responsorial, inclusive).
- Entre o Evangelho e a Homilia, há uma curta antífona.
- As preces da comunidade seguem diretamente a Homilia, antes da Profissão de Fé.
- O Rito da Paz, i.e., a Paz de Cristo, dá-se ao início da Liturgia Eucarística, precedente ao Ofertório.
- A Profissão de Fé, i.e., o Credo, segue o Ofertório e precede, imediatamente, a Oração sobre as Oferendas.
- Há diferenças entre o Cânon Romano e a Oração Eucarística I ambrosiana, mas as Orações Eucarísticas II, III e IV são as mesmas. Acrescenta-se duas Orações próprias ao Rito Ambrosiano, principalmente utilizadas na Páscoa e na Quinta-feira Santa.
- O sacerdote parte a Sacratíssima Espécie e A acrescenta ao Cálice antes do Pai Nosso—no Rito Romano dá-se o contrário --, enquanto se recita uma Antífona.
- Não se diz o Agnus Dei.
- Antes da Bênção Final, a Assembleia clama três vezes Kyrie eleison (Senhor, tende piedade de nós), sem o Christe eleison (Cristo, tende piedade de nós).
- O Ciclo de Leituras é próprio ao Rito.
- Grande parte das Orações do Sacerdote são peculiares e há grande variedade de antífonas.

### Ano Litúrgico
As principais diferenças são:
- O Advento Ambrosiano tem seis semanas, não quatro.
- A Quaresma Ambrosiana começa quatro dias depois da Romana, logo não tem a Quarta-feira de Cinzas e o Carnaval continua até o sábado, chamado Sabato Grasso ("Sábado Gordo") e que corresponde à Terça-feira Gorda.
- Nas Sextas-feiras da Quaresma não se diz Missa e, com raras exceções, a Comunhão Eucarística não é distribuída.
- A cor litúrgica do Tempo Comum não é o verde mas o vermelho; há, ainda, outras diferenças de cores litúrgicas no decorrer do ano.

### Outras

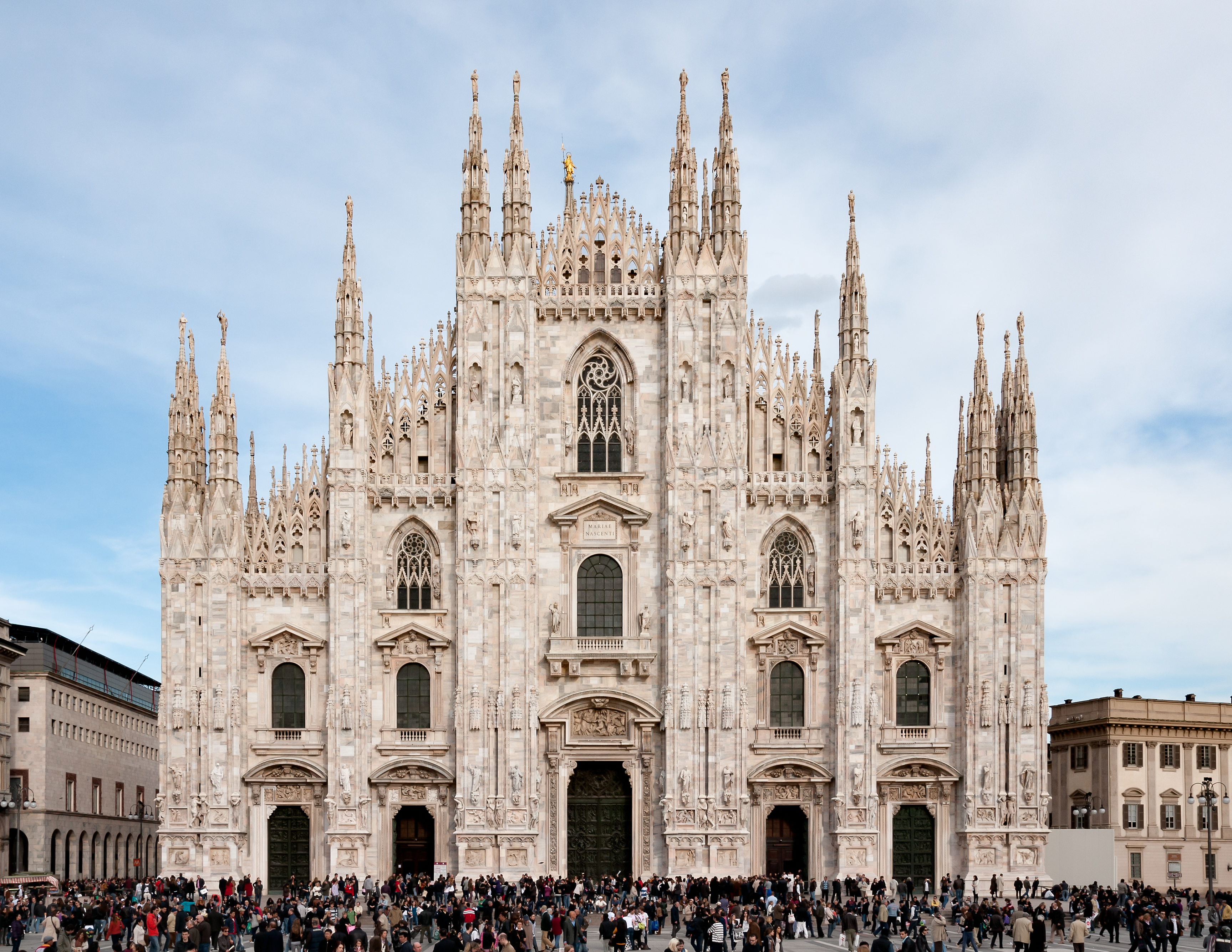
Catedral Milanesa.

- O Ofício Divino ou Liturgia das Horas difere em sua estrutura e conteúdo.[2][3]
- A Liturgia da Semana Santa é um pouco diferente.
- As Exéquias são próprias.
- Não se usa a ablução mas a imersão da cabeça no Batismo de crianças.
- O turíbulo não é fechado e é girado pelo turiferário em sentido horário antes de se incensar alguém.[4]
- Os Diáconos usam a estola sobre e não sob a dalmática.
- A Batina Ambrosiana tem somente cinco botões (simbolizando as chagas de Cristo), não 33 (símbolo da idade do Senhor). A faixa é peitoral e não na direção dos rins. A pala é inteira, não quadrada como a romana.
- Não se usa o canto gregoriano mas o ambrosiano.